# 中国共产党苏区代表会议
中国共产党苏区代表会议是1937年5月2日至14日在延安召开的中国共产党代表会议。这次会议不仅有苏区代表参加，白区和红军代表也参加了会议。讨论的问题是中国共产党面临的全局性的任务，所以这次会议实际上是一次党的全国代表会议。参加会议的220余名代表，代表着4万多党员。

## 会议背景
1936年西安事变和平解决，促成了第二次国共合作的局面，实现了中國国内基本和平。为了迎接全国抗战的新形势，确定中国共产党在新时期的方针和任务，召开这次代表会议。

## 会议经过
1937年5月2日下午在延安中央大礼堂（原為二道街大东门南侧基督教堂）正式开幕。张闻天致开幕词。接着，与会代表选举通过了毛泽东、张闻天、博古、朱德、张国焘、刘少奇、林伯渠、凯丰、林彪、杨尚昆、聂荣臻、肖克、郭洪涛、傅钟、彭真、马明方、蔡畅、贾拓夫、刘长胜19人组成大会主席团。然后通过大会议程：
1. 关于目前政治形势与党的任务的报告
2. 关于苏区党的组织问题的报告

5月3日、4日，毛泽东代表党中央作了《目前政治形势与党的任务》的报告。该报告收入《毛泽东选集》第一卷时，题目改为《中国共产党在抗日时期的任务》。
5月7日下午，毛泽东又作了《为争取千百万群众进入抗日民族统一战线而斗争》的结论报告。会议批准了毛泽东的报告和结论。
5月10日，博古作了《关于苏区党的组织问题的报告》。认为苏区的中心任务是转变与创立特区为抗日民主政治的模范地区。会议讨论并通过了这个报告。
5月14日下午，林伯渠致闭幕词，宣布这次大会胜利结束。

## 结果和影响
中国共产党苏区代表会议通过了毛泽东的报告和结论，批准了1935年1月遵义会议以来党中央的正确路线、确定了新形势下的方针和任务。会议统一了思想，增强了团结，为迎接即将到来的抗日战争作了政治上和组织上的准备。
會后，中共中央還在延安召開了白區代表會議，會上劉少奇作了《關於白區的黨和群眾工作》的報告，會議總結了中共在白區工作中的經驗教訓，批判了“左”傾關門主義的錯誤，闡述了中共在白區工作的基本方針和斗爭策略。